# Nichinan (Tottori)
Pour les articles homonymes, voir Nichinan.
Nichinan (日南町, Nichinan-chō) est un bourg situé dans le district de Hino (préfecture de Tottori), au Japon.

## Géographie

### Situation

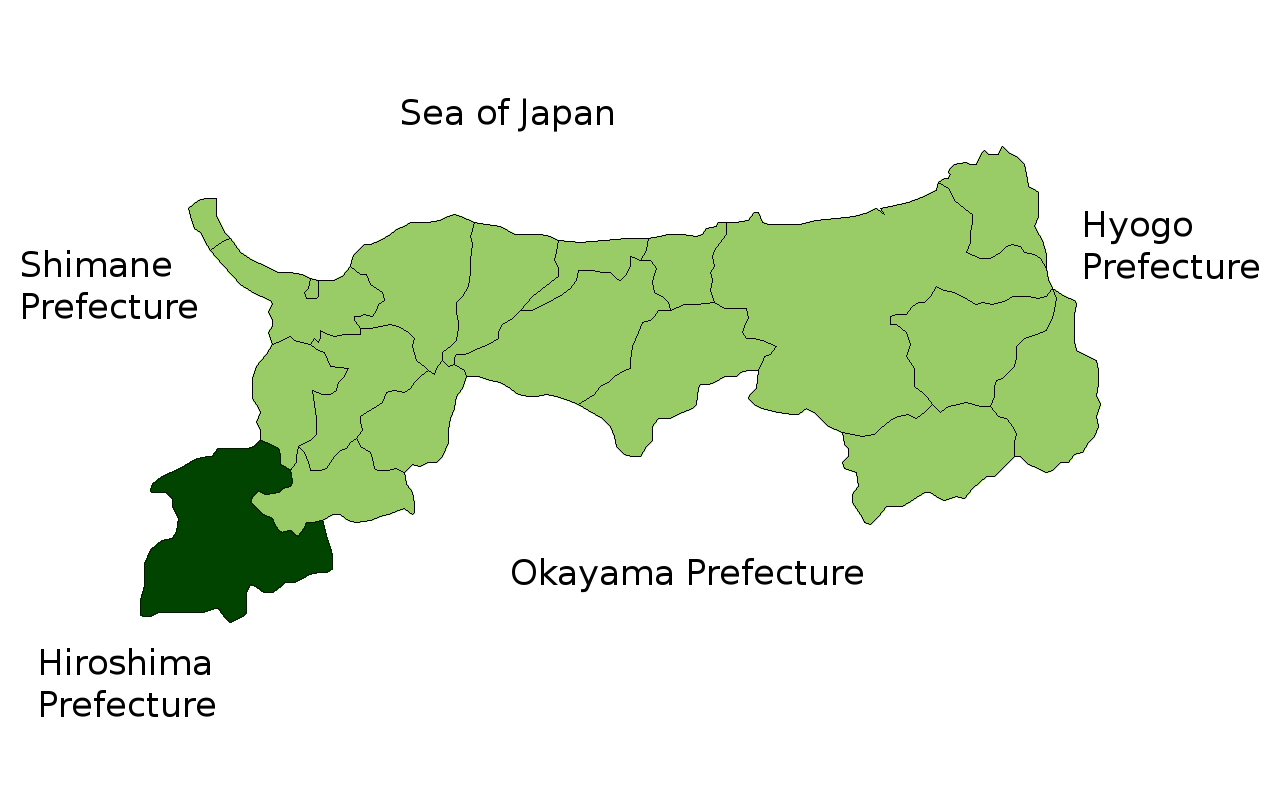
Localisation de Nichinan dans la préfecture de Tottori.

Nichinan est situé dans le sud-ouest de la préfecture de Tottori.

### Démographie
En 2010, le bourg comptait 5 320 habitants répartis sur une superficie de 340,87 km2 (densité de population d'environ 16 hab./km2). En février 2022, la population était de 4 222 habitants.

## Transports
La ville est desservie par la ligne Hakubi de la JR West.